# Mark Klavdij Tacit
Mark Klavdij Tacit (latinsko Marcvs Clavdivs Tacitvs) je bil od leta 275 do 276 cesar Rimskega cesarstva, * okoli 200, Interamna, Rimska Italija, junij 276, Tiana, Kapadokija.
Med svojim kratkim vladanjem se je vojskoval z Goti in Heruli in zato dobil naslov Gothicus Maximus.

## Zgodnje življenje
Rojen je bil v Interamni (Terni) v Italiji. Razširjal je kopije del zgodovinarja Publija Kornelija Tacita, ki so bila takrat komaj brana, kar je morda pripomoglo k delnemu preživetju zgodovinarjevih del. Sodobno zgodovinopisje zavrača domnevo, da je bil zgodovinarjev potomec, in jo ima za izmišljotino.  V svojem dolgem življenju je opravljal različne civilne službe. Dvakrat je bil konzul, enkrat pod Valerijanom in ponovno leta 273, ter si prislužil vsesplošno spoštovanje.

## Cesar
Po Avrelijanovem umoru se je vojska, očitno zaradi obžalovanja posledic vojaškega ravnanja v prejšnjem stoletju, ki je povzročilo cesarjevo smrt, odrekla pravici do izbire cesarja in jo prepustila rimskemu senatu. Senat je sprva okleval prevzeti odgovornost, osem mesecev po Avrelijanovi smrti pa se je končno odločil, da bo prestol prepustil ostarelemu princepsu senatus Tacitu. Tacit je bil takrat star 75 let.
Tacit je potem, ko se je prepričal o senatovi iskrenosti, 25. septembra 275 sprejel imenovanje. Izbor je iskreno potrdila vojska. Tacit je bil zadnji rimski cesar, ki ga je izvolil rimski senat,  obstajajo pa tudi znatni dokazi, da je do Tacitove izvolitve samostojno vladala Avrelijanova vdova Ulpija Severina.
Tacit je pred izvolitvijo živel v Kampaniji in se je po izvolitvi proti svoji volji vrnil v rimski senat, kjer je bil izvoljen. Od senata je takoj zahteval, da pobóži Avrelijana, potem pa je ukazal aretirati in usmrtiti Avrelijanove morilce.
Med najvišjimi prioritetami novega cesarja je bila obnova starodavnih pooblastil rimskega senata. Uzakonil je njegovo pravico do imenovanja cesarja, konzulov in guvernerjev provinc, vrhovno pravico do pritožbe pred vsakim sodiščem v cesarstvu, njegovo sodno funkcijo in nekatere vrste prihodkov usmeril na njegov račun. Cesar Prob (vladal 282) je njegove zakone še spoštoval, po Dioklecijanovi reformi državne uprave (vladal 284-305)  pa od njih ni ostalo nič.

### Upor najemnikov
Njegov naslednji korak je bilo ukrepanje proti barbarskim najemnikom, ki jih je zbral Avrelijan in naj bi nadomestili rimske vojake na pohodu proti vzhodu. Najemniki so po Avrelijanovi smrti izropali več mest v vzhodnih rimskih provincah in pohod je bil ustavljen. Tacit in njegov polbrat, pretorski prefekt Florijan, sta uporna plemena premagala. Ker so bili med njimi tudi Heruli, je Tacit dobil vzdevek Gothicus Maximus.

## Smrt
Iz Kapadokije se je nameraval vrniti na zahod, da bi se soočil z vdorom Frankov in Alemanov  v Galijo. Po pisanju Avrelija Viktorja in Historias Augustae je Tacit junija 276 v Tiani v Kapadokiji umrl zaradi vročice. Preden je zbolel je nameraval sebi v čast  spremeniti imena mesecev. Zosim v nasprotju s prejšnjima viroma trdi, da je bil po imenovanju enega od svojih sorodnikov na pomembno poveljniško mesto v Siriji umorjen.

### Primarni viri
- Historia Augusta, Vita Taciti, Angleška različica Historiae Augustae

- Evtropij. Breviarium ab urbe condita, ix. 16, Angleška različica Breviarium ab Urbe Condita
- Aurelius Victor.  "Epitome de Caesaribus", Angleška različica Epitome de Caesaribus
- Zosimus. "Historia Nova", Historia Nova
- Joannes Zonaras. Compendium of History. Extract: Zonaras: Alexander Severus to Diocletian: 222–284

### Sekundarni viri
- McMahon, Robin, "Tacitus (275–276 A.D)", De Imperatoribus Romanis
- Jones, A.H.M.; J.R. Martindale; J. Morris (1971). The Prosopography of the Later Roman Empire Volume 1: A.D. 260–395. Cambridge University Press. ISBN 0-521-07233-6.
- Southern, Pat. The Roman Empire from Severus to Constantine, Routledge, 2001
- Gibbon. Edward Decline & Fall of the Roman Empire (1888)
- Chisholm, Hugh, ur. (1911). »Tacitus, Marcus Claudius« . Enciklopedija Britannica (v angleščini) (11. izd.). Cambridge University Press.

| Vladarski nazivi                                        | Vladarski nazivi                         | Vladarski nazivi               |
| ------------------------------------------------------- | ---------------------------------------- | ------------------------------ |
| Predhodnik: Avrelijan                                   | Rimski cesar 275–276                     | Naslednik: Florijan            |
| Politične funkcije                                      |                                          |                                |
| Predhodnik: Tit Flavij Postumij Kviet Junij Veldumnijan | Rimski konzul 273 z Julijem Placidijanom | Naslednik: Avrelijan Kapitolin |
| Predhodnik: Avrelijan Marcelin                          | Rimski konzul 276 z Emilijanom           | Naslednik: Prob Pavlin         |